# El Tigre (Honduras)
El Tigre es una pequeña isla volcánica del golfo de Fonseca en el Océano Pacífico, perteneciente a Honduras. A pesar de su pequeño tamaño de un diámetro aproximado de 1 km y 5 km de ancho, es uno de los atractivos turístico más conocidos de Honduras. Está situada en el Golfo de Fonseca. El cónico estratovolcán basáltico, mide 783 m de altitud, es el volcán más meridional de Honduras, tiene una elevación central que supera los 780 metros. Tiene una población de 2,482 habitantes según el censo de 2001.
Desde el punto de vista de la organización territorial, administrativamente forma parte, con los islotes anexos, del municipio de Amapala, en el departamento de Valle. Gracias a un profundo canal natural, y a pesar de que carecen de una infraestructura moderna, Amapala ha sido durante muchos años el principal puerto de Honduras en el océano Pacífico.
La Isla de El Tigre es el volcán menos disectado, junto con el vecino Volcán Zacate Grande, en el continente y es probablemente de edad Holocénica. Un sencillo cono satelital, El Vigía, es visible desde el centro poblado de Amapala, por el flanco NO.

## Historia
La bahía de Fonseca fue descubierta en 1522 por Gil González de Ávila, y bautizada por él en honor a su patrón, el arzobispo Juan Fonseca, que era enemigo de Cristóbal Colón.
En 1849, E. G. Squier negoció un tratado para que Estados Unidos construyera un canal a través de Honduras, desde el Mar Caribe hasta el Golfo. Intentó persuadir al gobierno hondureño de ceder la isla de El Tigre en el Golfo a Estados Unidos durante 18 meses, durante los cuales esperaba concluir el tratado con Honduras para construir el canal. Pero Frederick Chatfield, comandante británico en Centroamérica, temía que la presencia estadounidense en Honduras desestabilizara el protectorado británico de Costa de Mosquitos y envió la balandra de guerra HMS Gorgon para apoderarse preventivamente de la isla para el Imperio británico. Poco después, sin embargo, Squier exigió la salida británica, ya que había anticipado la ocupación y negociado la cesión temporal de la isla a Estados Unidos. Chatfield se había extralimitado y Lord Palmerston (entonces ministro de Asuntos Exteriores inglés) repudió su acción ya que estaba negociando el Tratado Clayton-Bulwer, que resolvía los problemas en Centroamérica entre Gran Bretaña y Estados Unidos, y este incidente era una molestia. Chatfield no pudo hacer otra cosa que acceder, fue destituido en 1852 y pasó a situación de retiro.
En 1917, la Corte Centroamericana de Justicia dictó sentencia en un juicio conocido como el "caso Fonseca". Este surgió de una controversia entre El Salvador y Nicaragua. Esta última había firmado el Tratado Bryan-Chamorro, que otorgaba una parte de la bahía a Estados Unidos para el establecimiento de una base naval. El Salvador argumentó que esto violaba su derecho a la propiedad común de la bahía. El tribunal falló a favor de El Salvador, pero Estados Unidos decidió ignorar la decisión.
En 1992, una sala de la Corte Internacional de Justicia (CIJ) resolvió la Disputa sobre Fronteras Terrestres, Insulares y Marítimas, de la cual formaba parte la disputa del Golfo. La CIJ determinó que El Salvador, Honduras y Nicaragua compartirían el control del Golfo de Fonseca. A El Salvador se le otorgaron las islas de Meanguera y Meanguerita, mientras que a Honduras se le otorgó la isla El Tigre.

## Volcán
La isla Zacate Grande es una isla volcánica extinta, de la cual emerge del fondo oceánico, en el punto caliente del Arco volcánico centroamericano.
Conos satélites
Aldea Amapala
- Cono volcánico satélite El Vigía

Es un cráter secundario o adventicio (o conducto secundario), formado en su flanco o lateral del cono volcánico.

## Islas Satélites (Islote)
- Norte: Isla Comandante (o Isla San Carlos)
- Noreste: Isla La Montosa.
- Oeste: Isla El Pacar (posee un Tómbolo que une las islas).[5] Posee una silueta de un tridente o un cactus.

Nota: Isla El Pacar  recibió el galardón Bandera Azul Ecológica de Honduras (BAEH) en la categoría de Espacios Naturales Protegidos.
- Farallones de Amapala o islote rocoso (Piedra Cagada, Piedra del Pichingo, Las Pelonas).

## Subdivisión

Subdivisión administrativa de la isla del Tigre.

- Amapala
- Playa Grande
- Playa Negra
- Gualorita
- San Pablo

## Playas
Amapala
- Playa del Diablo (por Punta Segunda)
- Playa La Máquina
- Playa El Cedro
- Playa de La Flor
- Playa Caracol (El Caracol)

Playa Grande
- Playa Grande
- Playa Marcelo
- Playa Ceiba Cruz

Playa Negra
- Playa Negra

Gualorita
- Playa Brava
- Playa de La Tiguilotada
- Playa de Aguirres
- Playa Gualora Vieja
- Playa Bonita
- Playa Gualorita
- Playa El Burro
- Playa de Licona
- Playa del Cedro